# Hiacynt (roślina)

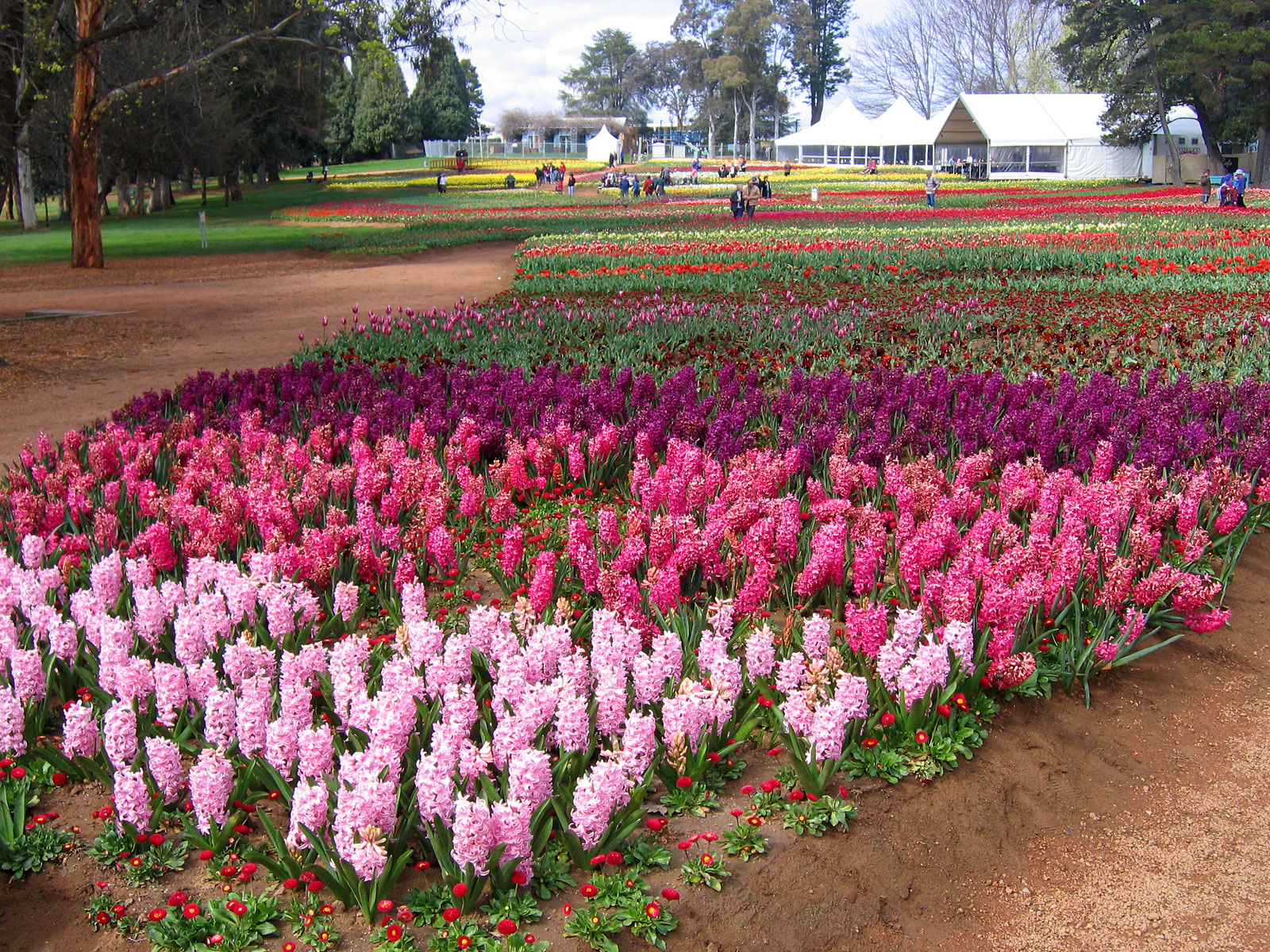
Odmiany ozdobne hiacyntu wschodniego na wystawie ogrodniczej Floriade w Australii

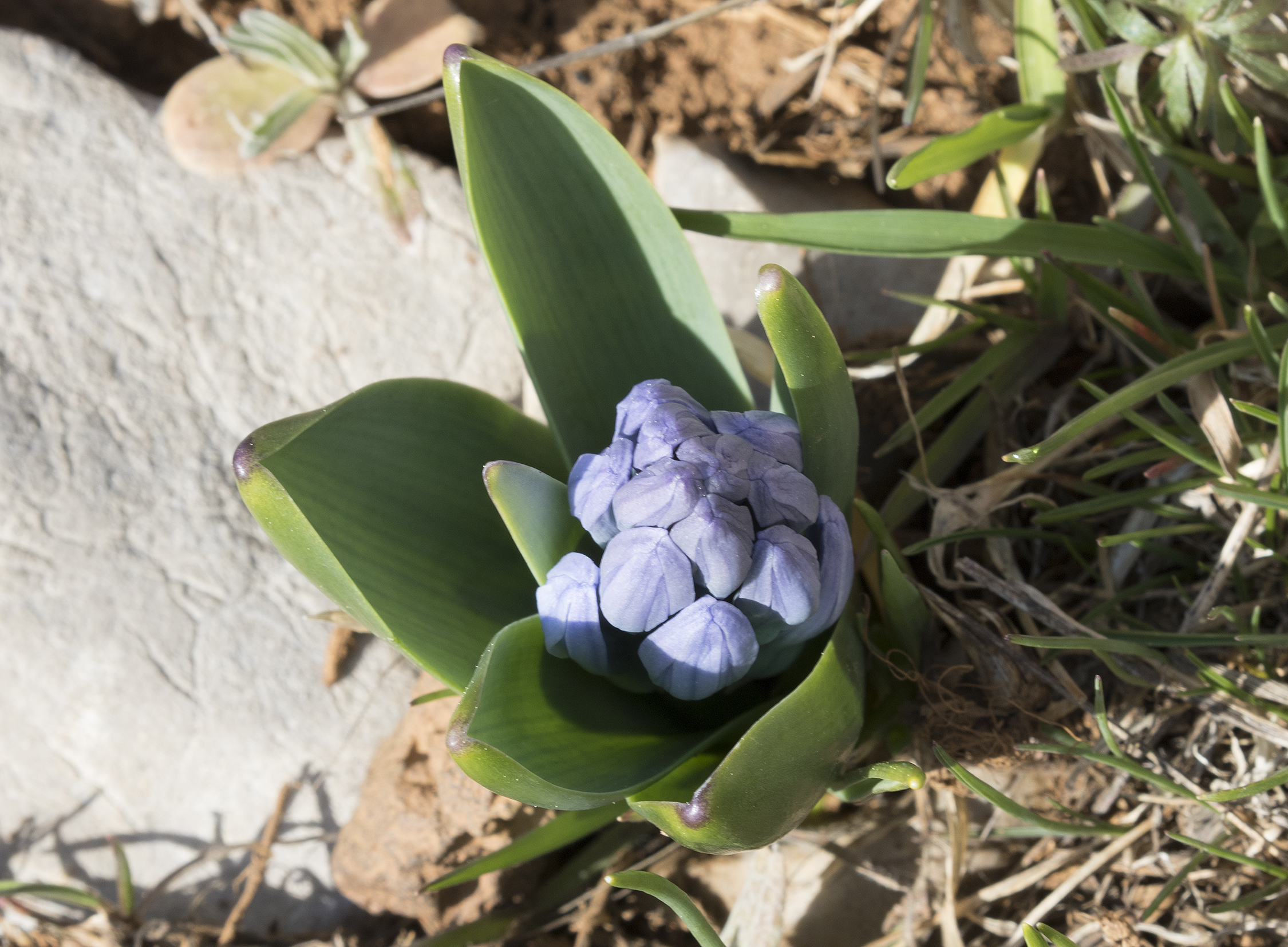
Hiacynt wschodni rozwijający się wczesną wiosną

Hiacynt (Hyacinthus L.) – rodzaj roślin z rodziny szparagowatych. W zależności od ujęcia systematycznego należy tu jeden lub trzy gatunki. Gatunkiem typowym jest hiacynt wschodni (Hyacinthus orientalis L.), występujący na obszarze od Turcji po Palestynę. Gatunek ten został szeroko rozpowszechniony jako roślina ogrodowa. Ozdobny jest z powodu efektownych kwiatostanów rozwijających się w kwietniu i maju. Uprawiany jest także w Polsce.

## Morfologia
PędGłąbik wysokości 20–30 cm wyrastający z cebuli o różnobarwnej łusce okrywającej w zależności od odmiany (od białej, poprzez kremowe, żółte do ciemnopurpurowofioletowych).
LiścieRównowąskie.
KwiatyZebrane w grona, czerwone, różowe, pomarańczowe, łososiowe, żółte, fioletowe, białe, niebieskie. Liczba dzwonkowatych kwiatów w gronie zależy między innymi od wielkości cebuli. Duże cebule mogą wyprodukować 16-20 kwiatów. Hiacynty mają charakterystyczny, upajający zapach, który był czynnikiem determinującym sukces tego rodzaju w uprawach ogrodowych i uprawie we wnętrzach. Zapach ten często jest opisywany jako mocny i ciężki.

## Systematyka
Pozycja systematyczna rodzaju według APweb (aktualizowany system APG IV z 2016)
Rodzaj z podrodziny Scilloideae Burnett (plemię Hyacintheae podplemię Hyacinthinae) z rodziny szparagowatych w obrębie szparagowców. We wcześniejszej wersji systemu (APG II z 2003) zaliczany wraz z obecną podrodziną Scilloideae do rodziny hiacyntowatych.
Pozycja rodzaju w systemie Reveala (1993–1999)
Gromada okrytonasienne (Magnoliophyta Cronquist), podgromada Magnoliophytina Frohne & U. Jensen ex Reveal, klasa jednoliścienne (Liliopsida Brongn.), podklasa liliowe (Liliidae J.H. Schaffn.), nadrząd Lilianae Takht., rząd amarylkowce (Amaryllidales Bromhead), rodzina hiacyntowate (Hyacinthaceae Batsch), podrodzina Hyacinthoideae Link., plemię Hyacintheae Dumort, podplemię Hyacinthinae Parl., rodzaj hiacynt (Hyacinthus L.).
Wykaz gatunków
- Hyacinthus litwinowii Czerniak.
- Hyacinthus orientalis L. – hiacynt wschodni
- Hyacinthus transcaspicus Litv.

## Nazewnictwo
Nazwa rodzaju Hyacinthus pochodzi od imienia Hiacynta (Hyacinthus, Hyakinthos), który był ukochanym Apollina i Zefira.

## Zastosowanie
Roślina ozdobnaHiacynt wschodni jest popularną rośliną ogrodową i pojemnikową.

## Uprawa
Hiacynty mogą być uprawiane w tym samym miejscu 3–4 lata. Zalecane jednak jest, wykopywanie hiacyntów na początku lata i sadzenie ich jesienią w inne miejsce by uchronić je przed chorobami grzybowymi i bakteryjnymi. Cebule sadzi się na trzykrotną głębokość ich rozmiaru. Rozstawa sadzenia zależy od rozmiarów cebul. Hiacynty preferują lekkie, żyzne podłoże o obojętnym odczynie. Stanowisko może być lekko zacienione, jednak zaleca się miejsca nasłonecznione, osłonięte od wiatrów. W okresie zimowym cebule warto okryć, bowiem hiacynty są wrażliwe na niskie temperatury. W okresie wiosennym, po rozpoczęciu wzrostu stosuje się nawożenie saletrą amonową, by po 2–3 tygodniach zacząć nawożenie wieloskładnikową mieszanką. Podczas suchej wiosny rośliny trzeba nawadniać.